# Lari (Pisa)
Lari es una localidad italiana de la provincia de Pisa, región de Toscana, con 8.646 habitantes.

Ubicación de la ciudad de Lari dentro de la provincia de Pisa.

## Evolución demográfica
| Gráfica de evolución demográfica de Lari entre 1861 y 2001 |
|                                                            |
| Fuente ISTAT - Elaboración gráfica por parte de Wikipedia  |